# Equilibrio de líquidos
El equilibrio de líquidos es un aspecto de la homeostasis de los organismos en el que la cantidad de agua en el organismo debe controlarse, a través de la osmorregulación y el comportamiento, de modo que las concentraciones de electrolitos (sales en solución) en los diversos fluidos corporales se mantengan dentro de rangos saludables. El principio básico del equilibrio de líquidos es que la cantidad de agua que se pierde del cuerpo debe ser igual a la cantidad de agua que se ingiere; por ejemplo, en los seres humanos, la salida (a través de la respiración, la transpiración, la micción, la defecación y la expectoración) debe ser igual a la entrada (a través de la comida y la bebida, o por ingesta parenteral ). La euvolemia es el estado de volumen de líquido corporal normal, incluido el volumen de sangre, el volumen de líquido intersticial y el volumen de líquido intracelular; la la hipovolemia y la hipervolemia son desequilibrios. El agua es necesaria para toda la vida en la Tierra. Los humanos pueden sobrevivir de 4 a 6 semanas sin comida, pero solo unos pocos días sin agua.
La sudoración profusa puede aumentar la necesidad de reposición de electrolitos. El desequilibrio hidroelectrolítico produce dolor de cabeza y fatiga si es leve; enfermedad si es moderada y, a veces, incluso la muerte si es grave. Por ejemplo, la intoxicación por agua (que resulta en hiponatremia ), el proceso de consumir demasiada agua demasiado rápido, puede ser fatal. Los déficits de agua corporal dan como resultado una contracción del volumen y deshidratación. La diarrea es una amenaza tanto para el volumen de agua corporal como para los niveles de electrolitos, por lo que las enfermedades que causan diarrea son una gran amenaza para el equilibrio de líquidos.

## Aplicaciones

### Consumo de agua
La cantidad de agua varía según el individuo, ya que depende del estado del sujeto, de la cantidad de ejercicio físico y de la temperatura y la humedad ambientales. En EE.UU., la ingesta diaria de referencia (IDR) de agua es de 3,7 litros al día (L/día) para los hombres mayores de 18 años, y de 2,7 L/día para las mujeres mayores de 18 años, incluyendo el agua contenida en los alimentos, las bebidas y el agua potable. La idea errónea de que todo el mundo debería beber dos litros de agua al día, no está respaldada por la investigación científica. Varias revisiones de toda la literatura científica sobre el tema realizadas en 2002 y 2008 no pudieron encontrar ninguna evidencia científica sólida que recomendara beber ocho vasos de agua al día. Por ejemplo, las personas que viven en climas más cálidos necesitarán una mayor ingesta de agua que las que viven en climas más fríos. La sed de una persona es la mejor guía para saber cuánta agua necesita, en lugar de una cifra específica y fija. Una pauta más flexible es que una persona normal debe orinar 4 veces al día, y la orina debe ser de color amarillo claro.
Se necesita un suministro constante para reponer los líquidos perdidos a través de las actividades fisiológicas normales, como la respiración, la transpiración y la micción. Los alimentos aportan de 0,5 a 1 L/día, y el metabolismo de las proteínas, las grasas y los hidratos de carbono produce otros 0,25 a 0,4 L/día, lo que significa que se deben consumir de 2 a 3 L/día de agua (H2O) en el caso de los hombres y de 1 a 2 L/día en el caso de las mujeres como líquido para satisfacer la ingesta diaria recomendada (IDR).

#### Oligoelementos
En cuanto a la ingesta de nutrientes minerales, no está claro cuál es la contribución del agua potable. Sin embargo, los minerales inorgánicos suelen entrar en las aguas superficiales y subterráneas a través de la escorrentía de las aguas pluviales o de la corteza terrestre. Los procesos de tratamiento también provocan la presencia de algunos minerales. Algunos ejemplos son el calcio, el zinc, el manganeso, el fosfato, el flúor y los compuestos de sodio. El agua generada a partir del metabolismo bioquímico de los nutrientes proporciona una proporción significativa de las necesidades diarias de agua para algunos artrópodos y animales del desierto, pero sólo proporciona una pequeña fracción de la ingesta necesaria para el ser humano.
Hay varios oligoelementos presentes en prácticamente toda el agua potable, algunos de los cuales desempeñan un papel en el metabolismo. Por ejemplo, el sodio, el potasio y el cloruro son sustancias químicas comunes que se encuentran en pequeñas cantidades en la mayoría de las aguas, y estos elementos desempeñan un papel en el metabolismo del cuerpo. Otros elementos, como el flúor, aunque podrían ser beneficiosos en bajas concentraciones, pueden causar problemas dentales y otros problemas cuando están presentes en niveles altos. El agua es esencial para el crecimiento y el mantenimiento de nuestro cuerpo, ya que interviene en varios procesos biológicos.

### Uso médico

#### Efectos de la enfermedad
Cuando una persona está enferma, también puede perder líquido a través de vómitos, diarrea y hemorragias. El riesgo de deshidratación aumenta en estos casos, ya que los riñones tienen más dificultades para compensar la pérdida de líquidos al reducir la producción de orina (los riñones deben producir al menos algo de orina para excretar los residuos metabólicos).

#### Terapia de rehidratación oral
La terapia de rehidratación oral (TRO) es un tipo de reposición de líquidos que se utiliza como tratamiento de la deshidratación. En un entorno hospitalario de agudos, el equilibrio de fluidos se monitoriza cuidadosamente. Esto proporciona información sobre el estado de hidratación del paciente, la función renal y la función cardiovascular.
- Si la pérdida de líquidos es mayor que la ganancia de líquidos (por ejemplo, si el paciente vomita y tiene diarrea), se dice que el paciente tiene un balance de líquidos negativo. En este caso, se suele administrar líquido por vía intravenosa para compensar la pérdida.
- Por otro lado, un balance de líquidos positivo (donde la ganancia de líquido es mayor que la pérdida de líquido) podría sugerir un problema con el riñón o el sistema cardiovascular.

Si la presión arterial es baja ( hipotensión ), la tasa de filtración en los riñones disminuirá, provocando una menor reabsorción de líquidos y, por lo tanto, una menor producción de orina.
Por lo tanto, una medida precisa del balance de líquidos es una herramienta de diagnóstico importante y permite una intervención rápida para corregir el desequilibrio.

## Vías de pérdida y ganancia de fluidos
El líquido puede salir del cuerpo (pérdida) de muchas maneras. El líquido puede entrar en el cuerpo (aporte o ganancia) en la forma de: agua, alimentos y bebidas ingeridas y, en menor medida, como agua metabólica que se produce como subproducto de la respiración aeróbica (respiración celular) y de la síntesis de la deshidratación.

### Aporte o ganancia
Se necesita un suministro constante para reponer los líquidos perdidos a través de las actividades fisiológicas normales, como la respiración, la sudoración y la micción. El agua generada a partir del metabolismo bioquímico de los nutrientes proporciona una proporción significativa de las necesidades diarias de agua para algunos artrópodos y animales del desierto, pero sólo proporciona una pequeña fracción de la ingesta necesaria de un ser humano.
En estado normal de reposo, el aporte de agua a través de los líquidos ingeridos es de aproximadamente 1200 mililitros (ml)/día, por los alimentos ingeridos de 1000 ml/día y por la respiración aeróbica de 300 ml/día, totalizando 2500 ml/día.

#### Regulación de los aportes
El aporte de agua se regula principalmente a través de los líquidos ingeridos, lo que, a su vez, depende de la sed. Una insuficiencia de agua provoca un aumento de la osmolaridad en el líquido extracelular. Esto es percibido por los osmorreceptores del órgano vascular de la lámina terminal, que desencadenan la sed. La sed puede resistirse hasta cierto punto de forma voluntaria, como en el caso de la restricción de líquidos.
Los riñones humanos normalmente se ajustan a niveles variables de ingesta de agua. Los riñones necesitarán tiempo para adaptarse al nuevo nivel de ingesta de agua. Esto puede hacer que alguien que bebe mucha agua se deshidrate más fácilmente que alguien que habitualmente bebe menos.

### Salida o pérdida
- La mayor parte de la eliminación de líquidos se produce a través de la orina, aproximadamente 1500 mililitros (ml)/día, en el estado normal de reposo del adulto.[9][10]
- Parte del líquido se pierde a través de la transpiración (parte del mecanismo de control de temperatura del cuerpo) y como vapor de agua en el aire exhalado. Estas se denominan "pérdidas de fluidos insensibles" ya que no se pueden medir fácilmente. Algunas fuentes dicen que las pérdidas insensibles representan de 500 a 650 ml/día de agua en adultos,[9][11] mientras que otras fuentes sitúan el valor mínimo en 800 ml.[12] En los niños, un cálculo utilizado para la pérdida insensible de líquidos es 400 ml/m2 de superficie corporal.
- Además, un adulto pierde aproximadamente 100 ml/día de líquido a través de las heces.[9][13]
- En el caso de las mujeres, se pierden otros 50 ml/día a través de las secreciones vaginales.

Estas emisiones están en equilibrio con el aporte de ~2500 ml/día.

#### Regulación de la salida
Los mecanismos de control homeostático del cuerpo, que mantienen un entorno interno constante, aseguran que se mantenga un equilibrio entre la ganancia y la pérdida de líquidos. Las hormonas antidiuréticas vasopresina (ADH) y la aldosterona juegan un papel importante en esto.
- Si el organismo presenta una deficiencia de líquidos, se producirá un aumento de la secreción de estas hormonas, lo que hará que los riñones retengan líquidos y se reduzca la producción de orina.
- Por el contrario, si los niveles de líquido son excesivos, se suprime la secreción de estas hormonas, lo que provoca una menor retención de líquidos por parte de los riñones y el consiguiente aumento del volumen de orina producido.

##### Hormona antidiurética
Si el cuerpo sufre una carencia de líquido, esto será percibido por los osmorreceptores del órgano vascular de la lámina terminal y del órgano subfornical. Estas áreas se proyectan al núcleo supraóptico y al núcleo paraventricular, que contienen neuronas que secretan la hormona antidiurética, la vasopresina, desde sus terminaciones nerviosas en la hipófisis posterior. Por lo tanto, se producirá un aumento de la secreción de la hormona antidiurética, lo que hará que los riñones retengan líquido y se reduzca la producción de orina.

##### Aldosterona
Una insuficiencia de líquidos provoca una disminución de la perfusión del aparato yuxtaglomerular en los riñones. Esto activa el sistema renina-angiotensina. Entre otras acciones, hace que los túbulos renales (es decir, los túbulos contorneados distales y los conductos colectores corticales) reabsorban más sodio y agua de la orina. El potasio se secreta en el túbulo a cambio del sodio, que se reabsorbe. 
El sistema renina-angiotensina activado estimula la zona glomerulosa de la corteza suprarrenal, que a su vez secreta la hormona aldosterona. Esta hormona estimula la reabsorción de iones de sodio de los túbulos distales y los conductos colectores. El agua en el lumen tubular no puede seguir la reabsorción de sodio osmóticamente, ya que esta parte del riñón es impermeable al agua; se requiere la liberación de ADH (vasopresina) para aumentar la expresión de los canales de acuaporina en el conducto colector cortical, permitiendo la reabsorción de agua.